# Kunduz (provins)

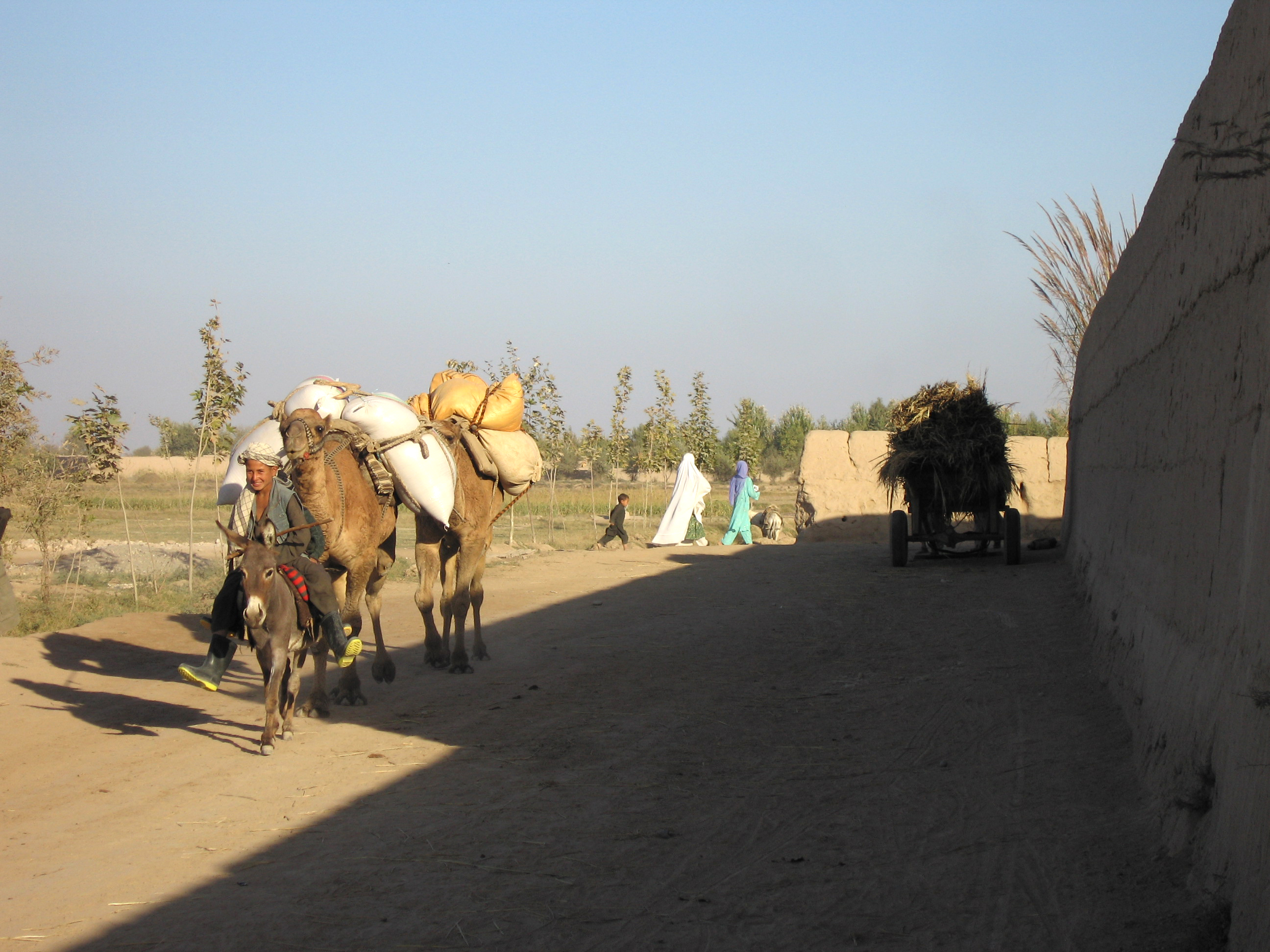
Landsväg i Imam Sahib.

Kunduz (persiska: قندوز, Qonduz; کندز, Konduz) är en av Afghanistans 34 provinser (wilayat). Provinsens huvudstad är Kunduz. Flera olika folkgrupper lever i Kunduz, främst pashtuner, uzbeker, tadzjiker, turkmener och hazarer.
Provinsen beräknades år 2022 ha cirka 1 184 000 invånare.

## Administrativ indelning
Provinsen är indelad i 7 distrikt.
- Ali Abad
- Chahar Dara
- Dasht-e Archi
- Imam Sahib
- Khan Abad
- Kunduz
- Qaleh-ye Zal